# Loweia vilmae
Loweia vilmae är en fjärilsart som beskrevs av Komárek 1949. Loweia vilmae ingår i släktet Loweia och familjen juvelvingar. Inga underarter finns listade i Catalogue of Life.